# SICKSTEEN
「SICKSTEEN」（シックスティーン）は、日本のラッパー・さなりの1枚目のスタジオ・アルバム。2019年6月5日にA-Sketchよりリリースされた。

## 概要
このアルバムには、16歳のさなりがやりたい音楽をすべて詰め込んだもので、すぐに病んでいると言われがちなこの社会に、10代なりの言葉と音楽で風刺した作品にしたい、という想いが込められている。プロデューサーとして、保本真吾（CHRYSANTHEMUM BRIDGE）、松隈ケンタ、ALI-KICK、杉本雄治（WEAVER）、Naoki Itai、MEGらが参加。
「嘘」のMVは、「Prince」のMVを監督した南虎我と「悪戯」のMVを監督した東市篤憲が連名で監督を務めた作品。さなり本人に加え、同世代のダンサー・チームが出演し、楽曲の世界をダンスで彩っている。また、本人もMVでのダンスに初挑戦している。加えて今作はワンカットで撮影されている。
「Mayday」は、WEAVERの杉本雄治がプロデュースを担当して制作された楽曲。メロウなトラックに乗せたラップが少し大人な雰囲気を醸し出している。MVの監督には、さなりと同い年で16歳のクリエイター「Hyori」を起用。全編夜の街で撮影され「Mayday」の世界観を一層引き立てるような映像となっている。

## 収録内容
| #         | タイトル           | 作詞             | 作曲                       | 時間  |
| --------- | ------------------ | ---------------- | -------------------------- | ----- |
| 1.        | 「Prince」         | さなり           | さなり                     | 04:09 |
| 2.        | 「タカラモノ」     | さなり、ALI-KICK | さなり、保本真吾、ALI-KICK | 04:46 |
| 3.        | 「ただのスパイス」 | さなり           | さなり                     | 04:06 |
| 4.        | 「嘘」             | さなり           | さなり                     | 03:45 |
| 5.        | 「Mayday」         | さなり           | さなり、杉本雄治           | 03:46 |
| 6.        | 「もっと」         | さなり           | さなり                     | 03:24 |
| 7.        | 「Memory」         | さなり           | さなり                     | 04:22 |
| 8.        | 「悪戯」           | さなり、SKY-HI   | さなり、SKY-HI             | 03:40 |
| 9.        | 「キングダム」     | さなり           | さなり                     | 03:17 |
| 10.       | 「Never End」      | さなり           | さなり、松隈ケンタ         | 04:37 |
| 11.       | 「BRAND-NEW」      | さなり           | さなり                     | 04:58 |
| 合計時間: | 合計時間:          | 合計時間:        | 合計時間:                  | 44:50 |